# K. S. Chithra
Krishnan Nair Shantakumari Chithra (nacida el 27 de julio de 1963 en Thiruvananthapuram, Kerala ), conocida también como KS Chithra o simplemente Chithra, es una cantante de playback  india. Chithra interpreta música clásica de la India, ya que con este género musical se ha convertido en una de las cantantes más populares de su país. Ha cantado temas musicales en diferentes idiomas, como el malayalam, kannada, tamil, telugu, oriya, hindi, asamés, bengalí, badaga, sánscrito, tulu, urdú y punjabi. Durante su carrera musical que abarca más de tres décadas ha interpretado unas 20.000 canciones. Ella ha sido ganadora de diferentes Premios Nacionales de Cine (la mayor cantidad para cualquier intérprete femenina), cinco premios Filmfare y 31 premios de cine a nivel estatal en diferentes reconocimientos. Ha ganado los cuatro premios de cinematografía, del estado del sur de India. 
Chithra es conocida cariñosamente por sus seguidoras, como Chinna Kuyil (Español: La pequeña ruiseñora del sur de la India) o Keralathinte Vanambadi (Español: La Nightingale de Kerala).

## Biografía
Nació el 27 de julio de 1963, en Thiruvananthapuram, Kerala, ella proviene de una familia de músicos, el talento de Chithra fue reconocido y alimentado desde una temprana edad por su padre, el fallecido Krishnan Nair. También fue su primer gurú (maestro). Su hermana mayor, KS Beena, también es cantante y ha participado en muchas películas como intérprete de playback. Chithra recibió su amplia formación en la música carnática del Dr. K. Omanakutty y obtuvo una Maestría en Música, de la Universidad de Kerala. Fue seleccionada para un curso de Talento Nacional, unas becas extendidos por el Gobierno central desde 1.978 a 1.984. Ella está casada con Vijayashankar, un ingeniero y hombre de negocios y se instaló en Chennai. Su única hija, Nandana, falleció a los 8 años, en un accidente de una piscina en abril de 2011 en Dubái. 

## Premios y reconocimientos
Chithra ha ganado seis premios nacionales como la mejor cantante de la playback femenina.  Este es el mayor número de premios nacionales otorgados por cualquier cantante de playback. Ella ha ganado el Premio de Cine del Estado de Kerala como la Mejor Cantante 15 veces. Ella es la única persona en ganar los Premios "Kerala Film Awards" del Estado mayor. Ha sido galardonada con los siguientes premios:
Civilian Awards:
- 2005 – Padma Shri – India's fourth highest civilian honour[1]

Special Honour:
- 1997 – Kalaimamani Award – Tamilnadu Government
- 2011 – Honorary Doctorate – Sathyabama University,Tamilnadu[2]
- 2011 – Bharath Ratna Lata Mangeshkar Award – Andhra Pradesh Government for Cultural Council[3]

National Film Awards:
- 1986 – Best Female Playback Singer – Song: "Padariyen Padippariyen" (Sindhu Bhairavi, Tamil)
- 1987 – Best Female Playback Singer – Song: "Manjal Prasadavum" (Nakhakshathangal, Malayalam)
- 1989 – Best Female Playback Singer – Song: "Indupushpam Choodi Nilkum Raathri" (Vaishali, Malayalam)
- 1996 – Best Female Playback Singer – Song: "Maana Madurai" (Minsaara Kanavu, Tamil)
- 1997 – Best Female Playback Singer – Song: "Payalein Chun Mun" (Virasat, Hindi)
- 2004 – Best Female Playback Singer – Song: "Ovvoru Pookalume" (Autograph, Tamil)[4]

Filmfare Awards South:
- 2004: Best Female Playback Singer – Telugu – "Nuvvostanante" (Varsham)
- 2006: Best Female Playback Singer – Malayalam – "Kalabham Tharam" (Vadakkumnathan)
- 2006: Best Female Playback Singer – Kannada – "Araluva Hoovugale" (Autograph)
- 2008: Best Female Playback Singer – Malayalam – "Oduvil Oru" (Thirakkatha)

- 2009: Best Female Playback Singer – Malayalam – "Kunnathe Konnakyum" (Pazhassiraja)

Kerala State Film Awards:
- 2005 – Best Play Back Singer – "Mayangipoyi" (Nottam)
- 2002 – Best Play Back Singer – "Karmukil Varnante" (Nandanam)
- 2001 – Best Play Back Singer – "Mooli Mooli" (Theerthadanam)
- 1999 – Best Play Back Singer – "Pular Veyilum" (Angane Oru Avadhikkalathu)
- 1995 – Best Play Back Singer – "Sasikala Charthiya" (Devaraagam)
- 1994 – Best Play Back Singer – "Parvanenthu" (Parinayam)
- 1993 – Best Play Back Singer – "Ponmeghame" (Sopanam), "Rajahamsame" (Chamayam), "Sangeethame" (Gazal)
- 1992 – Best Play Back Singer – "Mounasarovaram" (Savidham)
- 1991 – Best Play Back Singer – "Thaaram" (Keli), "Swarakanyakamar" (Santhwanam)
- 1990 – Best Play Back Singer – "Kannil Nin Meyyil" (Innale),  "Palappoove" (Njan Gandharvan)
- 1989 – Best Play Back Singer – "Kalarivilakku" (Oru Vadakkan Veeragatha),  "Thankathoni" (Mazhavilkavadi)
- 1988 – Best Play Back Singer – "Indupushpam" (Vaishali)
- 1987 – Best Play Back Singer – "Eenam marannakatte" (Eenam Maranna Kattu), "Thalolam Paithal" (Ezhuthappurangal)
- 1986 – Best Play Back Singer – "Manjalprasadavum" (Nakhakshathangal)
- 1985 – Best Play Back Singer – "Oreswaram Ore Niram"  (Ente Kaanakuyil), "Poomaname" (Nirakkootu), "Aayiram Kannumai" (Nokkethadhoorathu Kannum Nattu)

Tamil Nadu State Film Awards:
- 1988 – Best Female Playback Singer – "Ninnukkori Varanam" (Agni Natchathiram)
- 1990 – Best Female Playback Singer – "Vanthathey Kungumam" (Kizhakku Vasal)
- 1995 – Best Female Playback Singer – "Kannalane" (Bombay)
- 2004 – Best Female Playback Singer – "Ovvoru Pookalume" (Autograph)

Nandi Awards (Andhra Pradesh State Film Awards):
- 1990 – Best Female Playback Singer – "Kaliki Chilaka" (Seetharamaiah Gari Manavaralu)
- 1991 – Best Female Playback Singer – "Endharo"(Rajeswari Kalyanam)
- 1992 – Best Female Playback Singer – "Akasana"  (Sundarakanda)
- 1993 – Best Female Playback Singer – "Venuvai Vachhanu" (Matrudevobhava)
- 1996 – Best Female Playback Singer – "Priya"  (Srikrishnarjuna Vijayam)
- 1998 – Best Female Playback Singer (Television) – "Anweshitha" (Anweshita Etv Serial)
- 1999 – Best Female Playback Singer – "Marala Telupuna" (Swayamvaram)
- 2004 – Best Female Playback Singer – "Nuvvostanante Neddontana" (Varsham)
- 2009 – Best Female Playback Singer- "Pallavinchanee" (Kalavaramaye Madilo)

Karnataka State Film Awards:
- 1997 – Best Female Playback Singer – "Hele Kogile Impagalaa" (Nammoora Mandara Hoove)
- 2001 – Best Female Playback Singer – "Busu Busu Nagappa" (Arunodaya)
- 2005 – Best Female Playback Singer – "Kandamma Kandamma" (Maharaja)

Orissa State Film Awards:
- 1993 - Best Female Playback Singer - (Mo Kanhu Re)

Asianet Film Awards:
- 1999 – Best Female Playback – "Thumbayum Thulasiyum" (Megham)
- 2000 – Best Female Playback – "Varmukile" (Mazha)
- 2003 – Best Female Playback – "Enthinai Nin Idam Kannin" (Mizhi Randilum)
- 2005 – Best Female Playback – "Enthu Paranjalum" (Achuvinte Amma)
- 2007 – Best Female Playback – "Chellathamare" (Hallo)
- 2009 – Best Female Playback – "Kunnathe Konnakkyum" (Pazhassiraja)
- 2012 – Best Female Playback – "Ponnodu Poovayi"(Thalsamayam Oru Penkutty)

Mathrubhumi Film Awards:
- 1999 – Best Female Playback – "Thumbayum Thulasiyum" (Megham)
- 2000 – Best Female Playback – "Varmukile" (Mazha)
- 2001 – Best Female Playback – "Katte Nee Veesharuthippol" (Kattu Vannu Vilichappol)
- 2002 – Best Female Playback – "Kaarmukil Varnante" (Nandanam)
- 2003 – Best Female Playback – "Enthinai Nin Idam Kannin" (Mizhi Randilum)
- 2008 – Best Female Playback – "Enguninnuvanna " (Calcutta News)
- 2011 – Best Female Playback – "Chengathir Kaiyum" (Snehaveedu)

Bollywood Movie Awards:
- 2004 – Best Playback Singer Female – "Koi Mil Gaya" (Koi Mil Gaya)

Star Screen Awards:
- 1998 – Best Female Playback – "Payale Chummun" (Virasat)

Other awards:
- 2007 – Sunfeast Tamil Music Awards for Best Female Playback Singer Award – "Yaaro Yarukkul" (Chennai 600028)
- 2010 – Jai Hind Film Award for Best Female Playback Singer Award – "Kunnathe Konnakyum" (Pazhassiraja)
- 2010 – Radio Mirchi Listeners Choice Award – "Kunnathe Konnakyum" (Pazhassiraja)
- 2010 – Swaralaya – Eenam Award for Decade's Best Talent in Malayalam Music
- 2010 – South Scope Film Award for Best Female Playback Singer Award – "Kunnathe Konnakyum" (Pazhassiraja)
- 2011 – Mirchi Music Awards South-Best Female Playback – "Chithra Shalabhame" (Karayilekku Oru Kadal Dooram)
- 2011 – Lata Mangeshkar Award (2011)
- 2012 – Thikkurissy Award for Best Female Playback Singer – "Naattuvazhiyorathe" (Khaddama)[5]
- 2013 – Maa Music Award for Best Duet Song – "Nee Choopule" with Haricharan (Endukante... Premanta! Telugu Film )
- 2013 -  K P Brhamanandan Memorial Awards for Best Female Singer (2013)